# Антонио Бернардино Пиментел-и-Эррера де Веласко, 3-й герцог Бенавенте
Антонио Бернардино Алонсо Пиментель-и-Эррера де Веласко (исп. Antonio Alonso Pimentel y Herrera de Velasco; 1514, Бенавенте — 1575, Вальядолид) — испанский дворянин, политик и военный, глава дома Бенавенте и вице-король Валенсии (1566—1572).

## Биография
Он родился в 1514 году в Бенавенте (провинция Самора). Второй сын Алонсо Пиментель-и-Пачеко, 5-го графа и 2-го герцога Бенавенте (+ 1530), 5-го графа Майорга, и Аны де Эррера-и-Веласко, дочери Бернардино Фернандеса де Веласко-и-Мендоса, 1-го герцога Фриаса, 3-го графа Аро и 7-го констебля Кастилии, и его первой жены Бланки де Эррера, 5-й сеньоры Педраса. Он сменил своего отца в доме Бенавенте, будучи 6-м графом и 3-м герцогом Бенавенте, и унаследовал графство Майорга от своего брата Родриго Пиментеля-и-Эррера де Веласко, который умер без наследства, будучи шестым обладателем титула.
Участвовал в завоевании Туниса и в походах на Италию, Францию и Германию. Он был личным другом короля ИспанииКарлоса I, крестным отцом и воспитателем его сына Филиппа II. Он также был главным майордомо инфантов после смерти графа Сифуэнтеса. Был губернатором крепости Ла-Каррака (Ла-Голета) с 1565 по 1572 год, вступив в должность 29 мая 1565 года, и вице-королем Валенсии (1566—1572) при Филиппе II. Он был награжден титулом графа Вильялон в 1573 году.

## Брак и потомство
Антонио Бернардино Пиментель женился на Марии Луизе Энрикес-и-Тельес-Хирон, также называемой Марией Луизой Хирон Энрикес, дочери Фернандо Энрикеса де Мендоса-и-Веласко, 1-го герцога Медина-де-Риосеко (1520—1542), и Марии Хирон, дочери 2-го графа Уреньи. Они были родителями:
- Луис Алонсо Пиментель Эррера-и-Энрикес де Веласко (+ 1576), 7-й граф и 4-й герцог Бенавенте, 7-й граф Майорга, 2-й граф Вильялон. Не женат и бездетен
- Хуана Луиза Пиментель-и-Энрикес , замужем за Хуаном Альваресом де Толедо-и-де-Монрой (ок. 1550—1619), 5-м графом Оропеса и 3-м графом Делейтоса.
- Мария Хосефа Пиментель-и-Хирон, вышла замуж за Фадрике Альварес де Толедо и Энрикеса де Гусмана , 4-го герцога Альбы (1537—1583). После свадьбы в 1563 году Филипп II Испанский пожаловал ей герцогство Уэскар.
- Хуан Алонсо Пиментель Эррера-и-Энрикес де Веласко (1553 — 7 ноября 1621), который после смерти бездетного старшего брата стал 8-м графом и 5-м герцогом Бенавенте, 8-м графом Майорга и 3-м графом Вильялон.